# Osman al II-lea

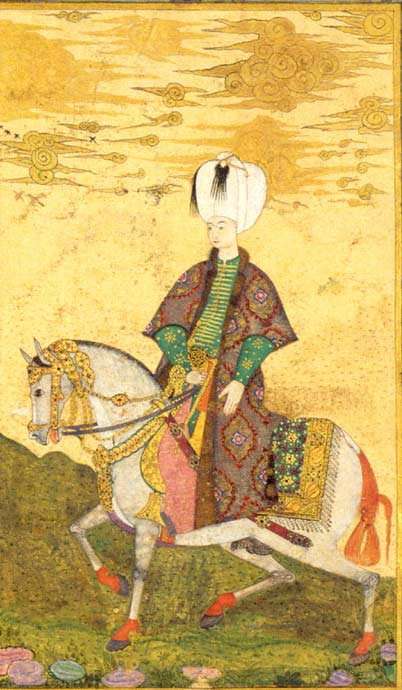
Osman al II-lea

Osman al II-lea (în turcă Genç Osman, „Osman cel Tânăr”, n. 3 noiembrie 1604, Constantinopol, Imperiul Otoman – d. 20 mai 1622, Constantinopol, Imperiul Otoman) a fost sultan al Imperiului Otoman din 1618 până la uciderea sa, la 20 mai 1622. Era fiul sultanului Ahmed I (1590-1617) și fiul lui Mahfiruze Sultan. Acesta a avut 3 copii: Șehzade Omer, Șehzade Mustafa și Zeynep Sultan.

## Biografie

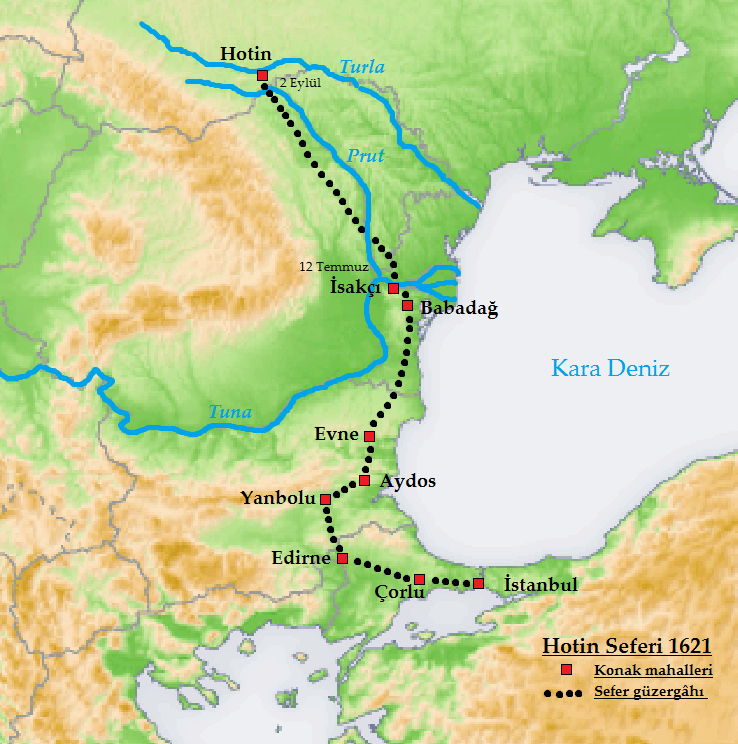
Traseul rutei Hotin (1621)

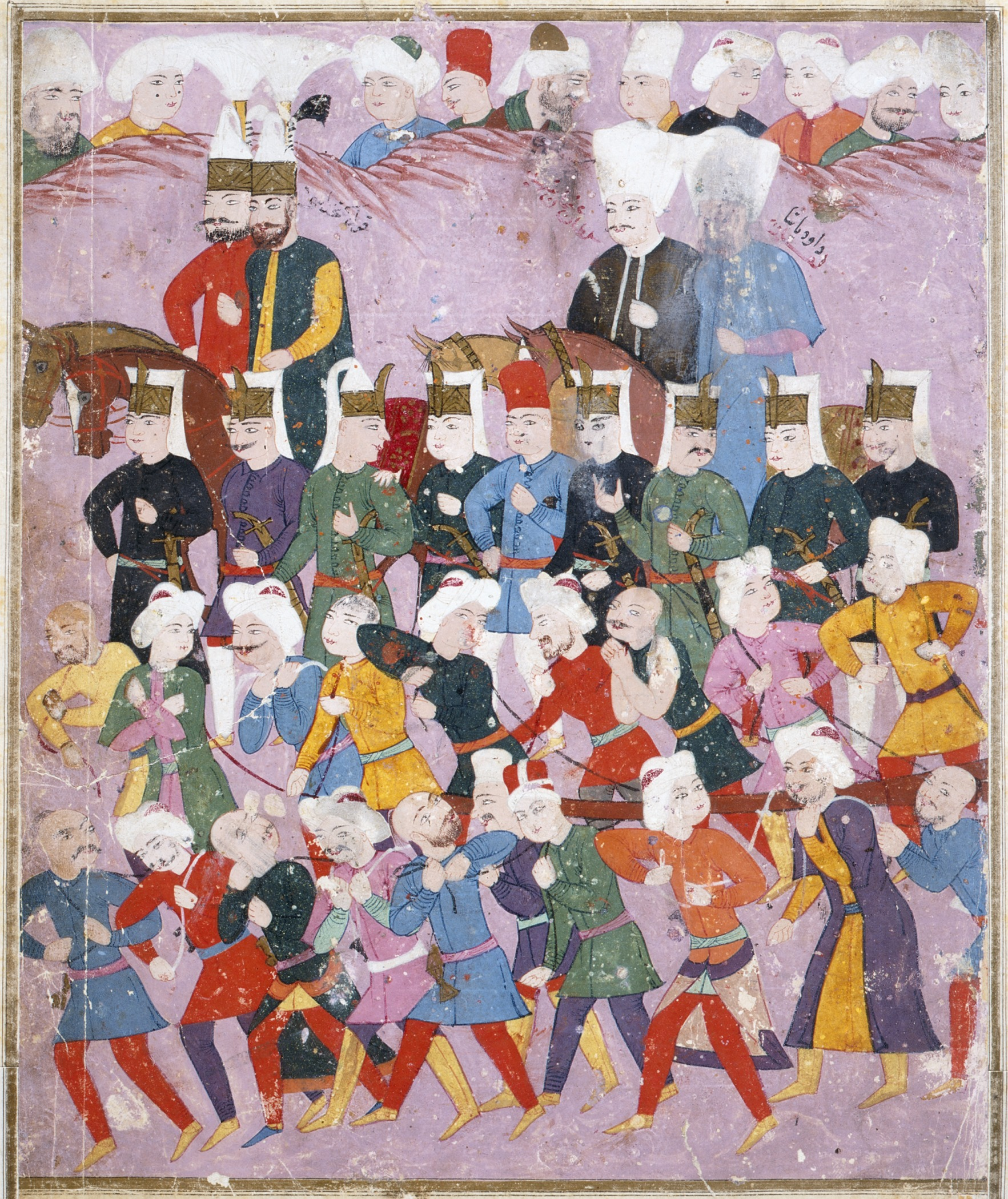
Hotin (1621)

Osman al II-lea a urcat pe tron la vârsta de 14 ani, ca urmare a unei lovituri de stat împotriva unchiului său Mustafa I (1592-1639). În ciuda tinereții sale, el a condus personal o campanie împotriva Poloniei-Lituania. Armata de 150.000 de soldați, condusă de el, a fost înfrântă de Hatmanul Jan Karol Chodkiewicz (1560-1621) la Hotin. S-a întors la Istanbul în 1621 și i-a învinuit pe ieniceri de eșec. Dar regele polon Sigismund al III-lea (1566-1632) a propus pacea și sultanul a socotit-o ca o victorie politică. 
După înfrângerea de la Hotin, Osman al II-lea, a reformat corpul de ieniceri. El a ridicat o armată nouă, în special, recrutată din trupele sale din Egipt. Sub pretextul efectuării pelerinajului la Mecca, Osman al II-lea a pregătit plecarea la Cairo. Când planurile reale ale sultanului au devenit totuși cunoscute, ienicerii au inițiat în 1621 o revoltă în palatului. Pe 18 mai 1622 ei l-au capturat pe Osman al II-lea și au restabilit ca sultan pe predecesorul său, Mustafa I. Osman al II-lea a fost, pe 20 mai, în cele din urmă strangulat în fortăreața Edikule..
Domnia lui Osman al II-lea rămâne remarcabilă din două motive. În primul rând, Osman a fost primul și singurul sultan până la Tanzimat, care a încercat să realizeze o reformă militară. Pe de altă parte, lovitura ienicerilor reprezintă un nou punct înalt în căutarea puterii politice. Anterior, ienicerii au fost folosiți de grupuri concurente la curte pentru diferite intrigi. Îndepărtarea lui Osman, pe de altă parte, a fost primul caz în care soldații profesioniști au încercat singuri să-și impună propriile interese. 
Osman al II-lea  a avut trei copii: Șehzade Omer, Șehzade Mustafa și Zeynep Sultan.

## Literatură
- Joseph von Hammer-Purgstall: Geschichte des Osmanischen Reiches. Band 4: Vom Regierungsantritte Murad des Dritten bis zur zweyten Entthronung Mustafa’s I. (1574–1623). Band 5: Vom Regierungsantritte Murad des Vierten bis zur Ernennung Mohammed Köprili’s zum Großwesir (1623–1656). Insgesamt zehn Bände. C. A. Hartleben's Verlag, Wien und Pest 1827–1836.
- Gabriel Effendi Noradounghian: Recueil d’actes internationaux de l’Empire Ottoman 1300–1789. Band I. Paris und Neufchâtel 1879.
- John Parry Vernon: A history of the Ottoman Empire to 1730: chapters from the „Cambridge history of Islam“ and „New Cambridge modern history“. Bände 1–5. Cambridge University Press, Cambridge 1976.
- Ernst Werner, Walter Markov: Geschichte der Türken von den Anfängen bis zur Gegenwart. Akademie Verlag, Berlin 1979.
- E. Albrecht: Osman II.. In: Biographisches Lexikon zur Geschichte Südosteuropas. Band 3. München 1979, S. 365–367.
- Ernst Werner: Die Geburt einer Grossmacht – Die Osmanen. Ein Beitrag zur Genesis des türkischen Feudalismus. Hermann Böhlaus Nachfolger, Wien 1985.
- Irina Petrosyan: The Janissary corps in the late 16th and early 17th century. The first attempt at military reform in the Ottoman Empire. In: Kemal Çiçek und andere (Hrsg.): The Great Ottoman-Turkish Civilisation.. Band 3. Yeni Türkiye, 2000, S. 750–760.
- Ferenc Majoros, Bernd Rill: Das Osmanische Reich 1300–1922. Die Geschichte einer Großmacht. Marix Verlag, Wiesbaden 2004.

## Ecranizare
În serialul Kösem (Muhteșem Yüzyıl Kösem, 2015) Osman al-II-lea este jucat de Taner Ölmez.